# Коровоярська сільська рада
| Коровоярська сільська рада — колишній орган місцевого самоврядування у Лиманському районі Донецької області з адміністративним центром у с. Коровій Яр. Сільській раді були підпорядковані населені пункти: - с. Коровій Яр |

## Склад ради
Рада складалася з 12 депутатів та голови.

## Керівний склад сільської ради
| ПІБ                        | Основні відомості                                                                       | Дата обрання | Дата звільнення |
| -------------------------- | --------------------------------------------------------------------------------------- | ------------ | --------------- |
| Попов Володимир Степанович | Сільський голова, 1955 року народження, освіта, член Партії регіонів                    | 26.03.2006   | 31.10.2010      |
| Попов Володимир Степанович | Сільський голова, 1955 року народження, освіта середня спеціальна, член Партії регіонів | 31.10.2010   |                 |

Примітка: таблиця складена за даними джерела